# Winter Palace
Winter Palace ist eine Schweizer Historiendramaserie aus dem Jahr 2024. Die Serie entstand als Co-Produktion zwischen Radio Télévision Suisse (RTS) und Netflix. Sie ist die erste Zusammenarbeit zwischen dem US-amerikanischen Streaming-Anbieter und der Schweizerischen Radio- und Fernsehgesellschaft (SRG).

## Handlung
Mit der finanziellen Unterstützung des britischen Aristokraten Lord Fairfax wagt der junge Schweizer Hotelier André Morel 1899 eine Vision aufzubauen: ein ganzjährig geöffnetes Luxushotel.

## Produktion und Hintergrund
Am 15. Mai 2022 nahm das Schweizer Stimmvolk in einer Eidgenössischen Volksabstimmung die Änderung des Bundesgesetzes über Filmproduktion und Filmkultur (oftmals vereinfacht auch als Lex Netflix bezeichnet) an, welche besagte, dass nationale und internationale Streaminganbieter 4 % ihres in der Schweiz erzielten Umsatzes in hiesige Produktionen investieren müssen. Im Laufe der Vorproduktion suchte RTS Co-Produzenten, 2021 stieg Netflix ein.
Die Handlung ist rein fiktiv, jedoch gilt der Niederwalder Hotelier César Ritz als Inspiration. Auch der Schöpfer von Sherlock Holmes, Sir Arthur Conan Doyle, dient als Charakterfigur. Die Dreharbeiten fanden während 18 Wochen zwischen Oktober 2023 und März 2024 in Glion, Caux VD, im Weiler Fäld im Binntal, im Schloss Mercier in Siders und beim Hospiz auf dem Simplonpass statt.
Regie führten Pierre Monnard und Christine Wiederkehr.